# Pacé (Ille-et-Vilaine)
Pour les articles homonymes, voir Pacé.
Pacé est une commune française située dans le département d'Ille-et-Vilaine, en région Bretagne. Appartenant à Rennes Métropole, cette ville se situe à l'est de la Bretagne.
En 2022, avec 11 815 habitants, elle est la 9e commune la plus peuplée d'Ille-et-Vilaine et la 31e de Bretagne.
Ses habitants sont appelés les Pacéens et les Pacéennes.

## Géographie
Pacé est située sur le cours de la Flûme et se trouve à environ cinq kilomètres au nord-ouest de Rennes.
Elle est implantée le long de la route nationale 12 (entre Rennes et Saint-Brieuc) qui a été récemment réaménagée pour notamment faciliter l'accès à la ville (2×3 voies au niveau du barreau de Pont-Lagot).
| Clayes       | Gévezé                    | La Mézière                              |
| Saint-Gilles | Pacé                      | La Chapelle-des-Fougeretz / Montgermont |
| L'Hermitage  | Le Rheu / Vezin-le-Coquet | Rennes                                  |

### Hydrographie
Pour un article plus général, voir Réseau hydrographique d'Ille-et-Vilaine.
La commune est située dans le bassin Loire-Bretagne. Elle est drainée par la Flume, la Cotardière, le Champalaune, le Pont Lagot et le ruisseau du Moulin d'olivet, et un autre petit cours d'eau,.
La Flûme, d'une longueur de 34 km, prend sa source dans la commune de La Chapelle-Chaussée et se jette  dans la Vilaine à Rennes, après avoir traversé dix communes. Les caractéristiques hydrologiques de la Flume sont données par la station hydrologique située dans la commune. Le débit moyen mensuel est de 0,631 m3/s. Le débit moyen journalier maximum est de 19 m3/s, atteint lors de la crue du 5 janvier 2001. Le débit instantané maximal est quant à lui de 34,5 m3/s, atteint le 12 novembre 2000.

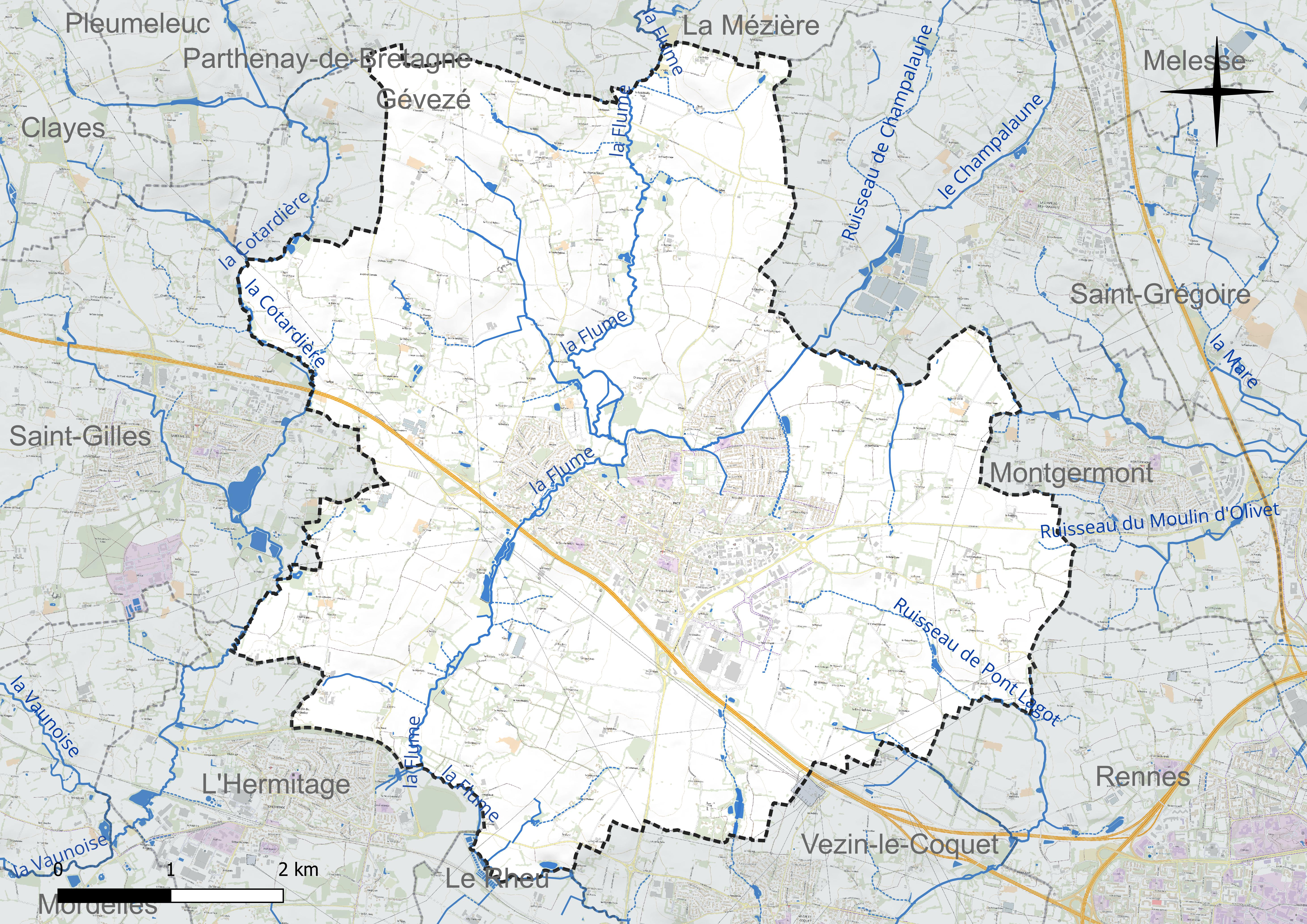
Réseau hydrographique de Pacé.

La Cotardière, d'une longueur de 14 km, prend sa source dans la commune de Romillé et se jette  dans la Vaunoise à Mordelles, après avoir traversé huit communes. 

### Climat
Pour des articles plus généraux, voir Climat de la Bretagne et Climat d'Ille-et-Vilaine.
En 2010, le climat de la commune est de type climat océanique altéré, selon une étude du CNRS s'appuyant sur une série de données couvrant la période 1971-2000. En 2020, Météo-France publie une typologie des climats de la France métropolitaine dans laquelle la commune est exposée à un climat océanique et est dans la région climatique  Bretagne orientale et méridionale, Pays nantais, Vendée, caractérisée par une faible pluviométrie en été et une bonne insolation. Parallèlement l'observatoire de l'environnement en Bretagne publie en 2020 un zonage climatique de la région Bretagne, s'appuyant sur des données de Météo-France de 2009. La commune est, selon ce zonage, dans la zone « Intérieur Est », avec des hivers frais, des étés chauds et des pluies modérées.
Pour la période 1971-2000, la température annuelle moyenne est de 11,5 °C, avec une amplitude thermique annuelle de 12,9 °C. Le cumul annuel moyen de précipitations est de 721 mm, avec 11,9 jours de précipitations en janvier et 6,5 jours en juillet. Pour la période 1991-2020, la température moyenne annuelle observée sur la station météorologique la plus proche, située sur la commune du Rheu à 5 km à vol d'oiseau, est de 12,2 °C et le cumul annuel moyen de précipitations est de 720,4 mm,. Pour l'avenir, les paramètres climatiques de la commune estimés pour 2050 selon différents scénarios d'émission de gaz à effet de serre sont consultables sur un site dédié publié par Météo-France en novembre 2022.

## Urbanisme

### Typologie
Au 1er janvier 2024, Pacé est catégorisée centre urbain intermédiaire, selon la nouvelle grille communale de densité à sept niveaux définie par l'Insee en 2022.
Elle appartient à l'unité urbaine de Rennes, une agglomération intra-départementale regroupant 16  communes, dont elle est une commune de la banlieue,,. Par ailleurs la commune fait partie de l'aire d'attraction de Rennes, dont elle est une commune de la couronne,. Cette aire, qui regroupe 183 communes, est catégorisée dans les aires de 700 000 habitants ou plus (hors Paris),.

### Occupation des sols
L'occupation des sols de la commune, telle qu'elle ressort de la base de données européenne d'occupation biophysique des sols Corine Land Cover (CLC), est marquée par l'importance des territoires agricoles (87,4 % en 2018), en diminution par rapport à 1990 (93 %). La répartition détaillée en 2018 est la suivante : 
terres arables (45,8 %), zones agricoles hétérogènes (24,9 %), prairies (16,6 %), zones urbanisées (8,4 %), zones industrielles ou commerciales et réseaux de communication (4,2 %). L'évolution de l'occupation des sols de la commune et de ses infrastructures peut être observée sur les différentes représentations cartographiques du territoire : la carte de Cassini (XVIIIe siècle), la carte d'état-major (1820-1866) et les cartes ou photos aériennes de l'IGN pour la période actuelle (1950 à aujourd'hui).

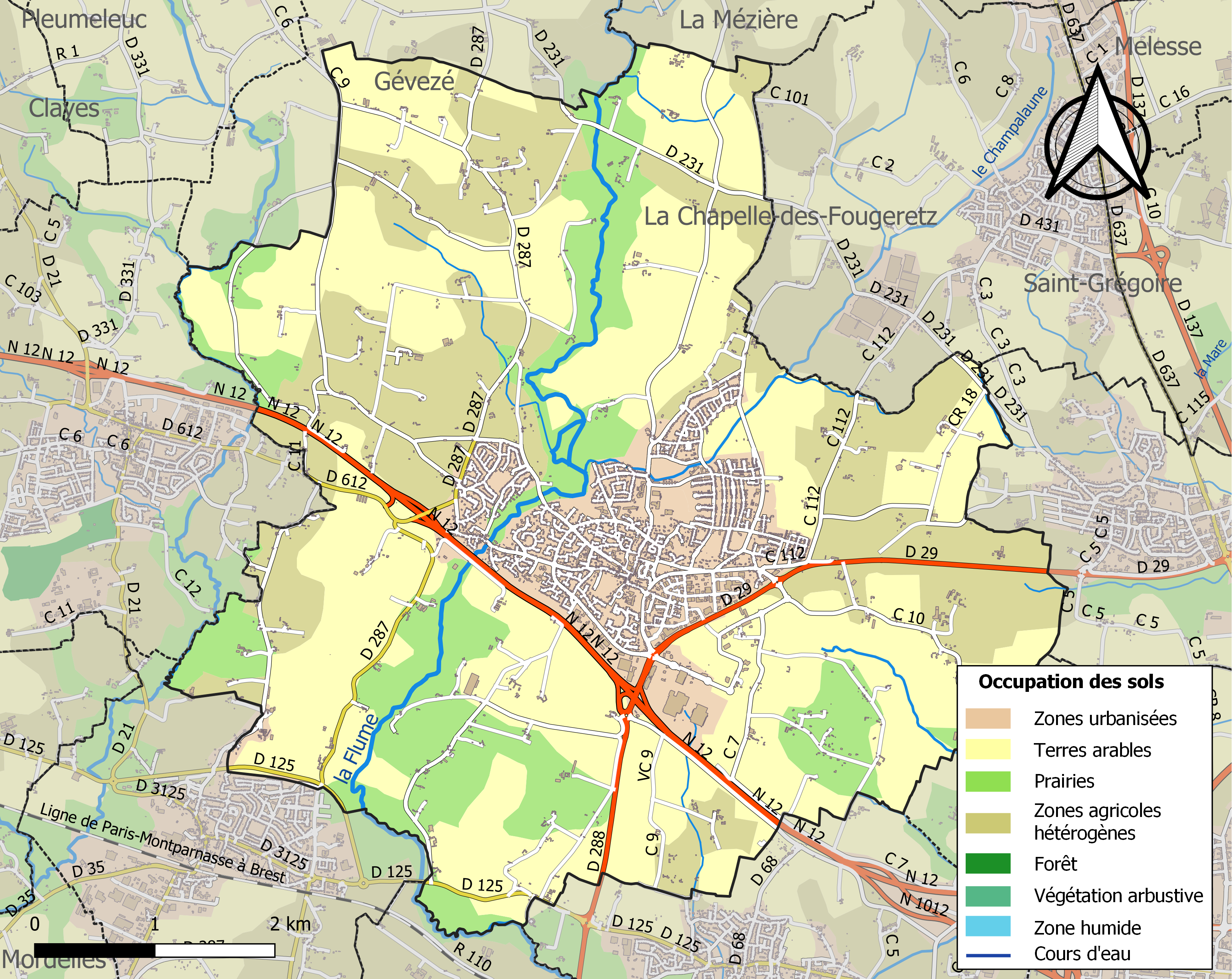
Carte des infrastructures et de l'occupation des sols de la commune en 2018 (CLC).

### Logement
Le tableau ci-dessous présente une comparaison de quelques indicateurs chiffrés du logement pour Pacé et l'ensemble de l'Ille-et-Vilaine en 2017,.
|                                                                  | Pacé  | Ille-et-Vilaine |
| ---------------------------------------------------------------- | ----- | --------------- |
| Parc immobilier total (en nombre d'habitations)                  | 5 027 | 546 440         |
| Part des résidences principales (en %)                           | 95,9  | 86,2            |
| Part des résidences secondaires et logements occasionnels (en %) | 1,2   | 6,9             |
| Part des logements vacants (en %)                                | 2,9   | 6,9             |
| Part des ménages propriétaires de leur logement (en %)           | 61,1  | 59,8            |

### Morphologie urbaine
Pacé dispose d'un plan local d'urbanisme intercommunal approuvé par délibération du conseil métropolitain du 19 décembre 2019. Il divise l'espace des 43 communes de Rennes Métropole en zones urbaines, agricoles ou naturelles.

### Noms de rues
Plusieurs voies portent le nom d'anciens premiers édiles de la commune :
- rue du Docteur-Léon, maire de 1963 à 1977
- avenue Étienne-et-Mathilde-Pinault, maire de 1919 à 1942 pour le premier et de 1945 à 1959 pour la seconde[22]
- allée Jean-Anne-Bons, maire de 1802 à 1830
- rue Jean-Gabriel-Coquio, maire de 1863 à 1870
- rue Jean-Baptiste-Guérin, maire de 1900 à 1912
- rue Mathurin-Peltier, maire de 1870 à 1878
- boulevard Patrice-Dumaine-de-la-Josserie, premier maire de Pacé
- rue Pierre-Delagrée, maire de 1848 à 1863
- rue Pierre-Haudepin, maire de 1912 à 1917
- rue René-Perron, maire de 1977 à 1983

D'autres odonymes évoquent des personnalités ayant marqué la vie communale ou des personnages célèbres (hommes politiques, artistes, militaires ou ecclésiastiques) :
- rue Alain-Barbe-Torte
- rue François (1754-1794) et Charles-Allory (1783-1853), menuisiers ébénistes
- rue Bertrand-d'Argentré
- avenue Auguste-Brizeux
- rue Charles-Croizé (1756-1814), menuisier
- avenue Charles-Le Goffic
- esplanade Charles-de-Gaulle
- rue Chateaubriand
- boulevard du Duc-Jean-V
- boulevard de la Duchesse-Anne
- impasse et rue Éric-Tabarly
- rue Ernest Renan
- place Félix-Robin
- chemin François-Luzel
- chemin Geoffroy-de Mellon
- rue Georges-Cadoudal
- allée Gilles-de-Bretagne
- rue Henri-de-La Villemarqué
- impasse Jacques-Cassard
- chemin Jean-François-Le Gonidec
- rue Jean-Hollier
- impasse et rue Jean-François-de Surville
- rue Jean-Marie-David
- rue Jean-Marie-Tullou
- rue Jean-Pierre-Calloc'h
- rue Jeanne-Jugan
- rue Jeanne-de Belleville
- rue Jim-Sévellec
- rue Joset Belami
- chemin Louis-Tiercelin
- rue Louis-et-Julien-Boutin
- rue Mathurin-Méheut
- rue Max-Jacob
- rue Michel-Gérard
- rue Michel Marion
- place Morvan-Lebesque
- rue Noël-du Fail
- boulevard Nominoë
- rue Ollivier-Perrin
- rue Paul-Féval
- rue Paul-Gauguin
- avenue Paul-Sérusier
- chemin Paul Signac
- rue Paul-Le Flem
- rue Paulin-de Fréminville
- rue du Père-Grignon-de Montfort
- chemin Pierre-Abélard
- chemin Pierre-Landais
- rue René-Guy-Cadou
- place Saint Melaine
- rue Robert-Surcouf
- avenue Pierre-Tal-Coat
- rue Tanguy-Malmanche
- rue François-Tanguy-Prigent
- rue Tristan-Corbière
- rue Xavier-Grall
- rue Yann-Sohier
- rue Yves-Milon, maire de Rennes entre 1944 et 1953

Enfin, certains noms de rues rappellent les jumelages signés par la ville :
- avenue de Baiersdorf
- rue de Konna
- rue de Slimnic
- avenue de Steinsel

## Toponymie
Le nom de la localité est attesté sous les formes de scribe Paceio en 1138; Pache en 1158; Pace 1170 ; Paceium en 1185 ; Paceyum  en 1516. D'un nom d'homme Pac(i)atus, sur pacem (acc.) "paix". Le c notait une affriquée /tsj/.
Partant de *paciatu-, Théophile Jeusset, nationaliste breton et collaborateur, crée une forme bretonne pour la localité en 1944 : Pazieg. Cette forme est reprise par l'Office public de la langue bretonne. Durant le haut Moyen Âge, Pacé se trouvait à quelques kilomètres  de la limite maximale de l'extension de la langue bretonne.
Dans l'aire de diffusion de la langue gallèse, la forme orale de Pacé est /pa'sö/ ou /pa'say/, d'un plus ancien /paçay/[réf. nécessaire] retranscrit Pacë dans la graphie actuelle.

## Histoire

### Temps modernes
La justice de la seigneurie de la Baudière en Pacé s'exerçait dans la salle basse de l'auditoire du présidial de Rennes au bourg de Pacé.

### Révolution française
Pendant la Révolution française, au début du mois de mars 1793, des troubles se produisent en de très nombreux endroits en France, en réaction notamment à la levée en masse, décidée par la Convention nationale, de trois cent mille hommes, pris par tirage au sort, parmi les célibataires ou veufs de 18 à 25 ans. Le 17 mars, un détachement de la Garde nationale de Rennes est ainsi attaqué au pont de Pacé par 500 à 4 000 paysans des environs, selon les sources[évasif], armés de fusils, de faux, de fourches et de bâtons. Les gardes nationaux laissent derrière eux trois blessés qui sont achevés par les insurgés. Cet affrontement est connu sous le nom de combat de Pacé.
Le curé assermenté de Pacé fut assassiné pendant la Révolution.

## Héraldique et logotype

### Héraldique
|  | Blasonnement : D'argent au senestrochère vêtu et ganté de gueules, mouvant du flanc dextre, tenant un faucon contourné de sable et membré d'or. |

### Signification du logotype
| Logotype de la Ville de Pacé (Ille-et-Vilaine) | Logotype de la Ville de Pacé : signification à compléter |

### Historique des logos

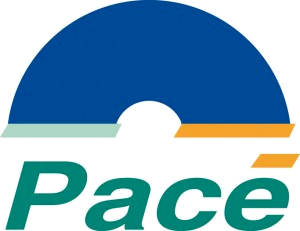
Logo de la ville de Pacé jusqu'en 2022.
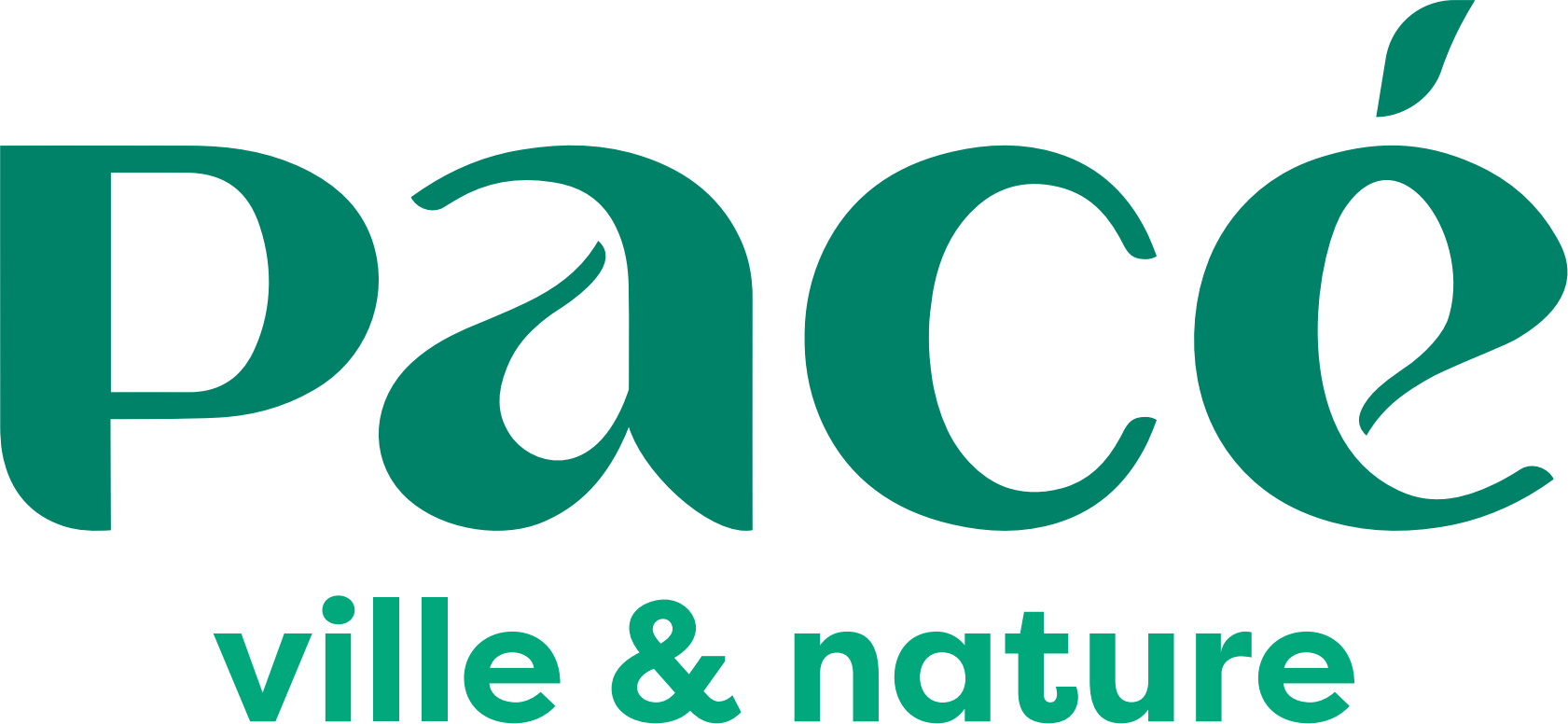
Logo de la ville de Pacé depuis 2022.

## Politique et administration

### Rattachements administratifs et électoraux

#### Circonscriptions de rattachement
Pacé appartient à l'arrondissement de Rennes et au canton de Rennes-6, recréé lors du redécoupage cantonal de 2014. Avant cette date, la commune a appartenu aux cantons suivants : Rennes-Nord-Ouest (1833-1973 et 1985-2015) et Rennes-III (1973-1985).
Pour l'élection des députés, la commune fait partie de la troisième circonscription d'Ille-et-Vilaine, représentée depuis février 2020 par Claudia Rouaux (PS-NUPES). Sous le Second Empire, elle appartenait à la circonscription de Rennes, sous la IIIe République à la première circonscription de Rennes et de 1958 à 1986 à la 1re circonscription (Rennes-Nord).

#### Intercommunalité
La commune appartient à Rennes Métropole depuis sa création le 9 juillet 1970. Pacé faisait alors partie des 27 communes fondatrices du District urbain de l'agglomération rennaise qui a pris sa dénomination actuelle le 1er janvier 2000. Par ailleurs, elle est membre du Syrenor (Syndicat de recherche et d'études du Nord-Ouest de Rennes), établissement public de coopération intercommunale créé en 1999, regroupant les communes de Clayes, La Chapelle-des-Fougeretz, Gévezé, Montgermont, Parthenay-de-Bretagne, Saint-Gilles et Vezin-le-Coquet.
Enfin, Pacé fait partie du Pays de Rennes.

#### Institutions judiciaires
Sur le plan des institutions judiciaires, la commune relève du tribunal judiciaire (qui a remplacé le tribunal d'instance et le tribunal de grande instance le 1er janvier 2020), du tribunal pour enfants, du conseil de prud'hommes, du tribunal de commerce, de la cour d'appel et du tribunal administratif de Rennes et de la cour administrative d'appel de Nantes.

### Administration municipale
Le nombre d'habitants au dernier recensement étant compris entre 10 000 et 19 999, le nombre de membres du conseil municipal est de 33.
Conseil municipal actuel
Les 33 sièges composant le conseil municipal ont été pourvus le 15 mars 2020 lors du premier tour de scrutin. Actuellement[Quand ?], il est réparti comme suit :

### Jumelages
| Ville | Ville      | Pays | Pays       | Période               |
| ----- | ---------- | ---- | ---------- | --------------------- |
|       | Baiersdorf |      | Allemagne  | depuis le 3 juin 2000 |
|       | Konna      |      | Mali       | depuis 1990           |
|       | Slimnic    |      | Roumanie   | depuis le 10 mai 1997 |
|       | Steinsel   |      | Luxembourg | depuis le 2 mai 1992  |

- Pacé (France)[réf. nécessaire] dans l'Orne (Normandie).

## Démographie
L'évolution du nombre d'habitants est connue à travers les recensements de la population effectués dans la commune depuis 1793. Pour les communes de plus de 10 000 habitants les recensements ont lieu chaque année à la suite d'une enquête par sondage auprès d'un échantillon d'adresses représentant 8 % de leurs logements, contrairement aux autres communes qui ont un recensement réel tous les cinq ans,.
En 2022, la commune comptait 11 815 habitants, en évolution de +0,43 % par rapport à 2016 (Ille-et-Vilaine : +5,46 %, France hors Mayotte : +2,11 %).
| 1793  | 1800  | 1806  | 1821  | 1831  | 1836  | 1841  | 1846  | 1851  |
| ----- | ----- | ----- | ----- | ----- | ----- | ----- | ----- | ----- |
| 2 419 | 2 402 | 2 310 | 2 489 | 2 789 | 2 504 | 2 503 | 2 504 | 2 610 |

| 1856  | 1861  | 1866  | 1872  | 1876  | 1881  | 1886  | 1891  | 1896  |
| ----- | ----- | ----- | ----- | ----- | ----- | ----- | ----- | ----- |
| 2 505 | 2 522 | 2 650 | 2 327 | 2 568 | 2 547 | 2 536 | 2 578 | 2 456 |

| 1901  | 1906  | 1911  | 1921  | 1926  | 1931  | 1936  | 1946  | 1954  |
| ----- | ----- | ----- | ----- | ----- | ----- | ----- | ----- | ----- |
| 2 220 | 2 165 | 2 150 | 1 970 | 1 959 | 1 919 | 1 856 | 1 900 | 1 991 |

| 1962  | 1968  | 1975  | 1982  | 1990  | 1999  | 2005  | 2006  | 2011   |
| ----- | ----- | ----- | ----- | ----- | ----- | ----- | ----- | ------ |
| 1 959 | 2 338 | 3 687 | 4 954 | 5 556 | 7 885 | 8 212 | 8 294 | 10 488 |

| 2016   | 2021   | 2022   | - | - | - | - | - | - |
| ------ | ------ | ------ | - | - | - | - | - | - |
| 11 764 | 11 918 | 11 815 | - | - | - | - | - | - |

## Économie
La zone commerciale Rive ouest accueille de nombreux magasins.

## Vie locale

### Services publics
- Centre départemental d'action sociale

### Enseignement
La ville de Pacé est un pôle scolaire important puisqu'elle possède près de 2 800 scolaires dans ses écoles et collèges en 2011-2012.

#### Enseignement primaire
L'enseignement primaire (maternelle et élémentaire) regroupe plus de 1 310 élèves répartis sur trois groupes scolaires[réf. souhaitée] : les groupes Guy-Gérard, Haut-Chemin et Sainte-Anne/Saint-Joseph.

#### Enseignement secondaire
L'enseignement secondaire regroupe quant à lui plus de 1 450 élèves répartis dans deux collèges : Saint-Gabriel et Françoise-Dolto.

### Santé, services d'urgence et sécurité
- Centre d'incendie et de secours.
- Brigade territoriale autonome de gendarmerie.

### Transports
Accès quatre-voies Rennes - Saint-Brieuc / Brest (RN 12).
La commune est desservie par les bus du réseau STAR de Rennes Métropole via les lignes 52, 65 et 77.
A l'enquête 2021 du Baromètre des villes marchables, Pacé a la note de 13,33/20, avec une pratique de la marche "favorable".

### Équipements culturels et sportifs
- Médiathèque
- Espace Le Goffic : comprend une salle de spectacle « L'Escapade » et une salle d'exposition « La Galerie » ainsi qu'une maison des associations
- Centre culturel et salle de spectacles Le Ponant
- Maison des jeunes et de la culture (MJC)
- École de musique et de danse « Accordances »
- Complexe sportif Chassebœuf
- Skate-park

Un équipement aquatique intercommunal est en projet sur le site Rive Ouest et une nouvelle salle de sport est en cours de construction.

## Personnalités liées à la ville
- Geoffroy de Mellon, écuyer, mort au combat des Trente le 27 mars 1351, propriétaire du manoir de Mellon à Pacé, fondateur de la maison de Mellon, dont la branche ainée habite Pacé jusque vers 1730.
- Marcel Gerbohay est condamné à mort le 11 janvier 1943 et décapité à la prison de Plötzensee (Berlin) le 9 avril 1943 pour complicité à la tentative d'assassinat sur Adolf Hitler par Maurice Bavaud le 9 novembre 1938 à Munich[54].

## Lieux et monuments
Pacé contient quatre monuments historiques et un bâtiment inventorié.
- L'église paroissiale Saint-Melaine est inscrite depuis le 20 septembre 1968[56], inventaire[57]. Elle a été bâtie aux XVe et XVIe siècles, sur les restes d'une ancienne église du XIIe siècle, et complétée au XIXe siècle. Elle est située en plein centre de la commune.
- Le Vieux Pont, qui enjambe la Flûme, est inscrit depuis le 29 avril 1971[58]. Il date du XIIIe ou du XIVe siècle. Il est plus communément appelé « pont de Pacé ».
- Un ensemble de trois croix du XVIe siècle, situées dans le nouveau cimetière, est inscrit depuis le 6 mars 1946[59].
- Le château de la Glestière, construit en 1655, est inscrit depuis le 17 octobre 1969[60].

Ainsi que des monuments tels que :
- le manoir de la Grande Touche de la fin du XIVe ou XVe siècle ;
- le manoir de la Touche Millon, possession Yvon Millon, trésorier des guerres de François II de Bretagne, mort en 1485[61] ;
- le manoir de Val Morel. Construit en partie au XVIe siècle, en paroi en pan de bois posée sur un rez-de-chaussée en pierre[62].
- la maison forte de la Mandardière du XIVe siècle. Ce logis-porche construit au début du XVe siècle fut détruit au début du XXe siècle. Un document de 1657 fait état d'une « galerie en bois en saillie vers la cour » sur la façade sur cour qui date probablement de l'origine de l'édifice. Cette coursière desservait les chambres de l'étage en pan de bois[63].

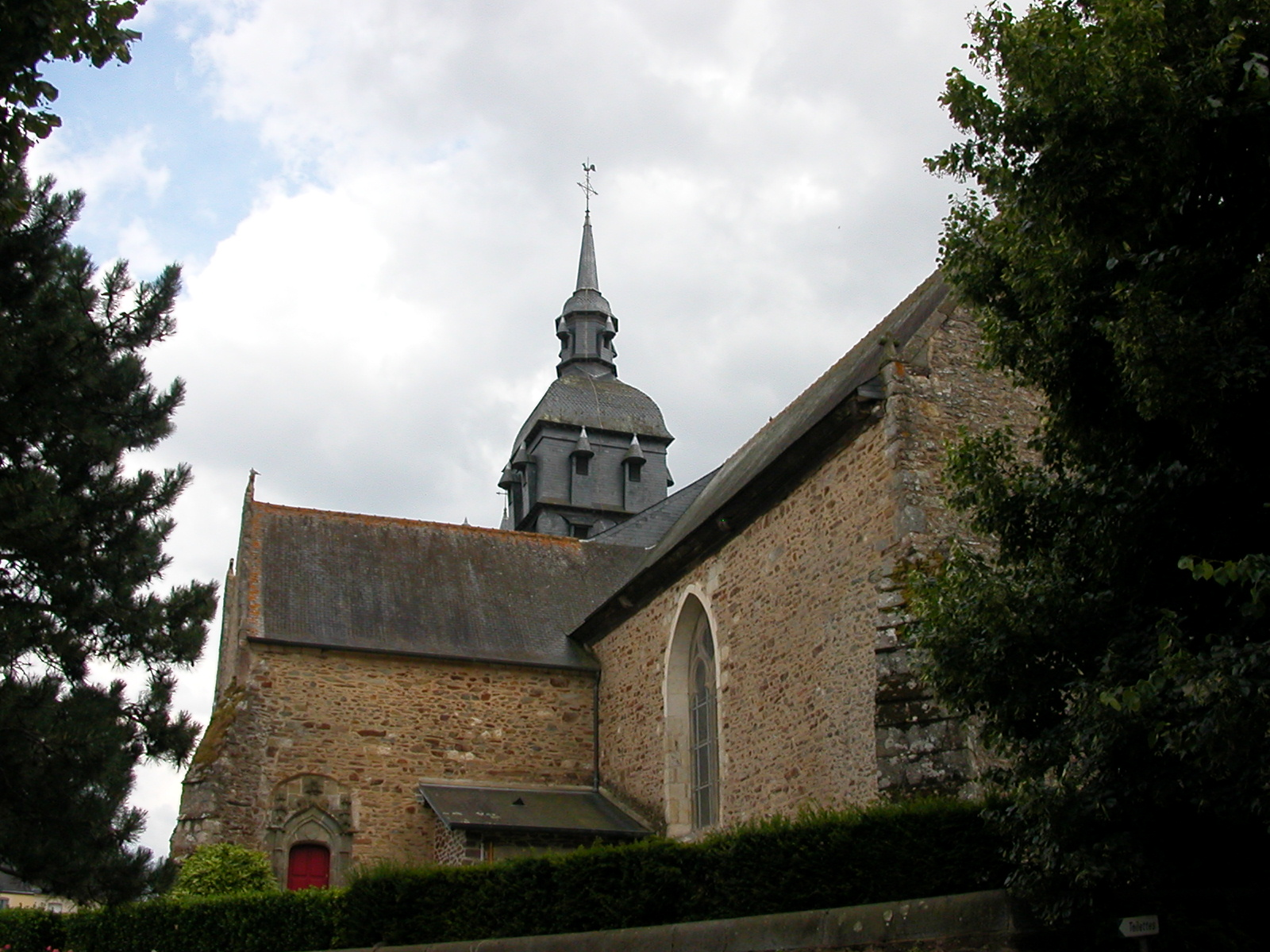
L'église Saint-Melaine.
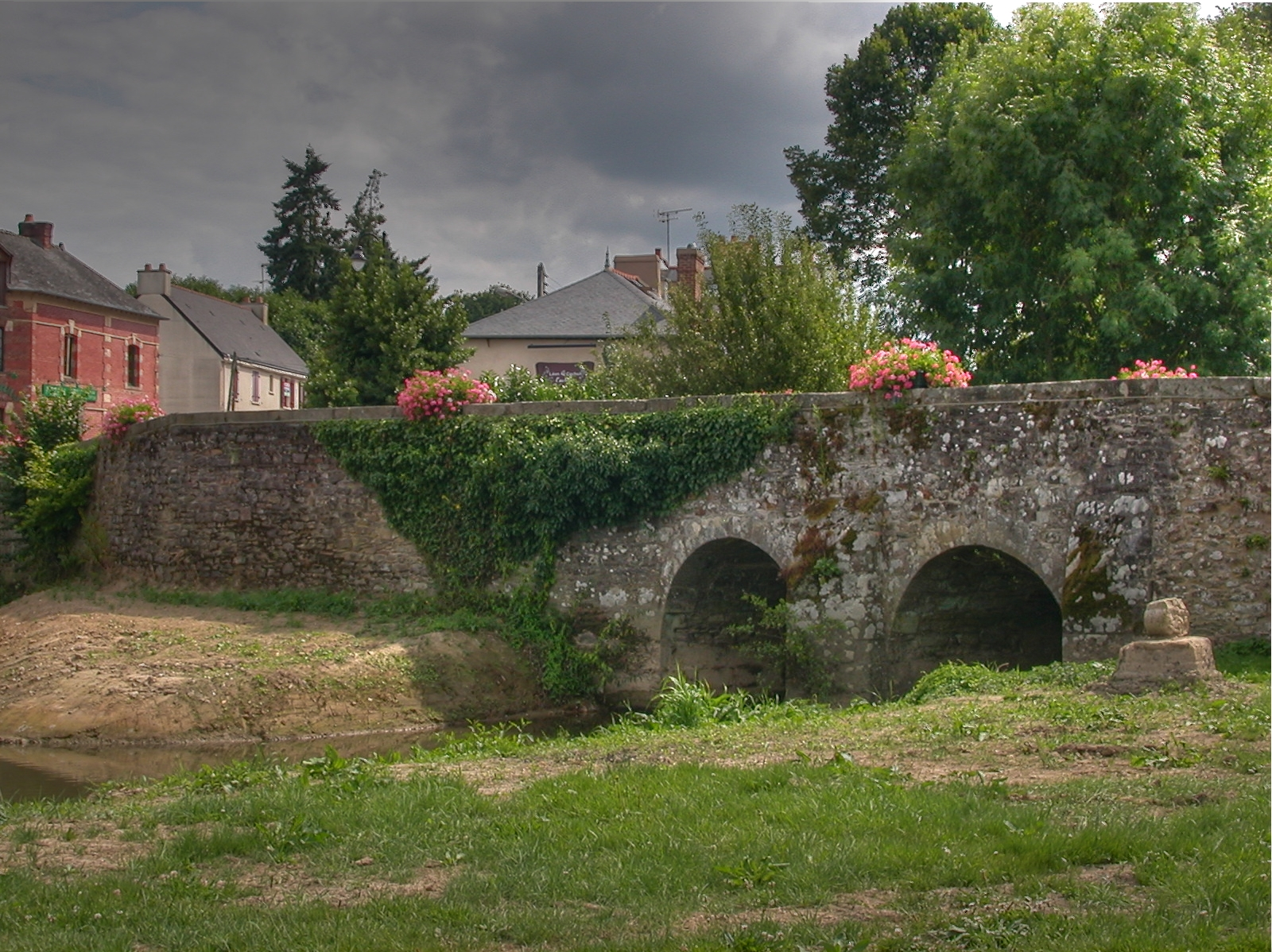
Le pont de Pacé.
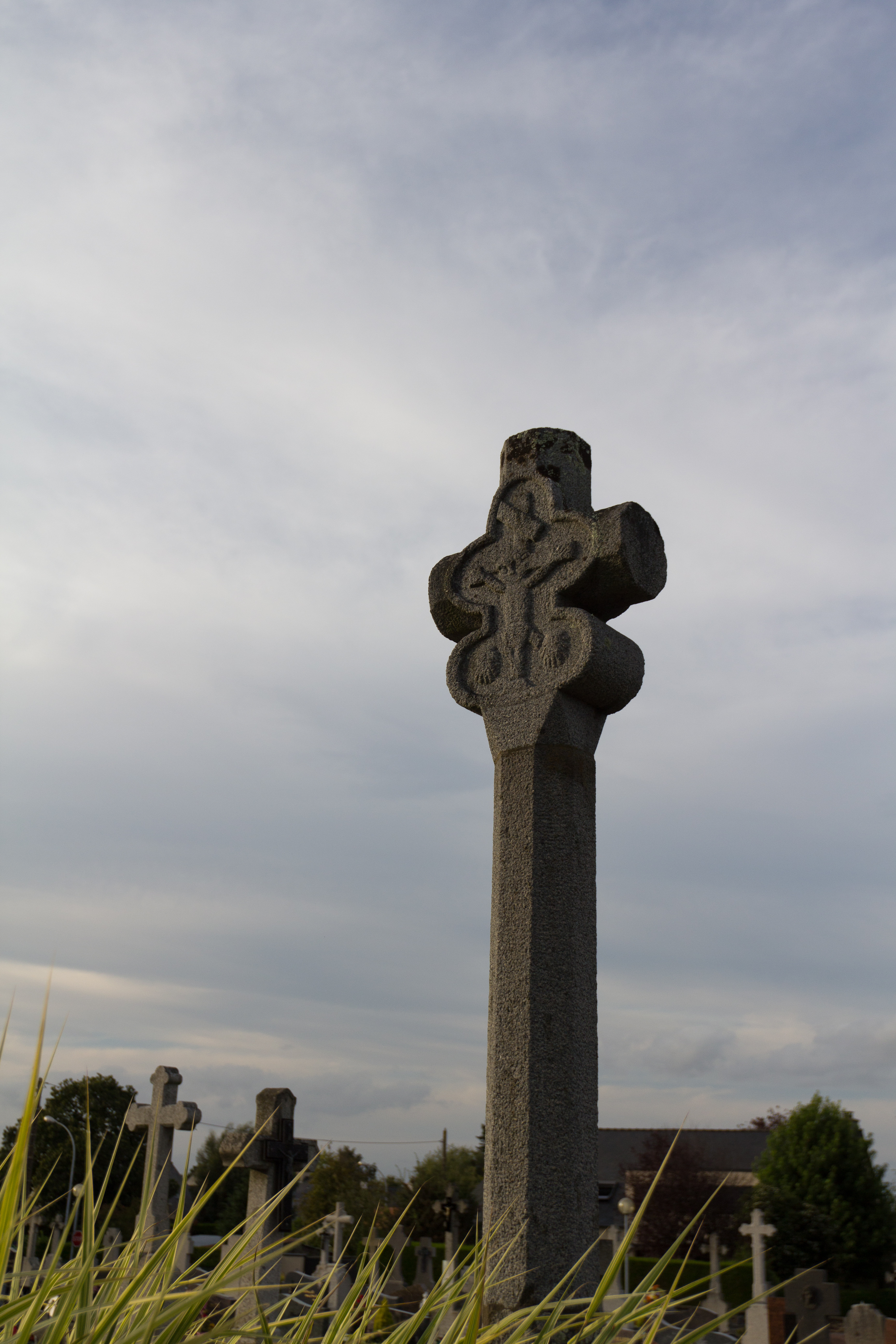
La croix de cimetière trilobée.
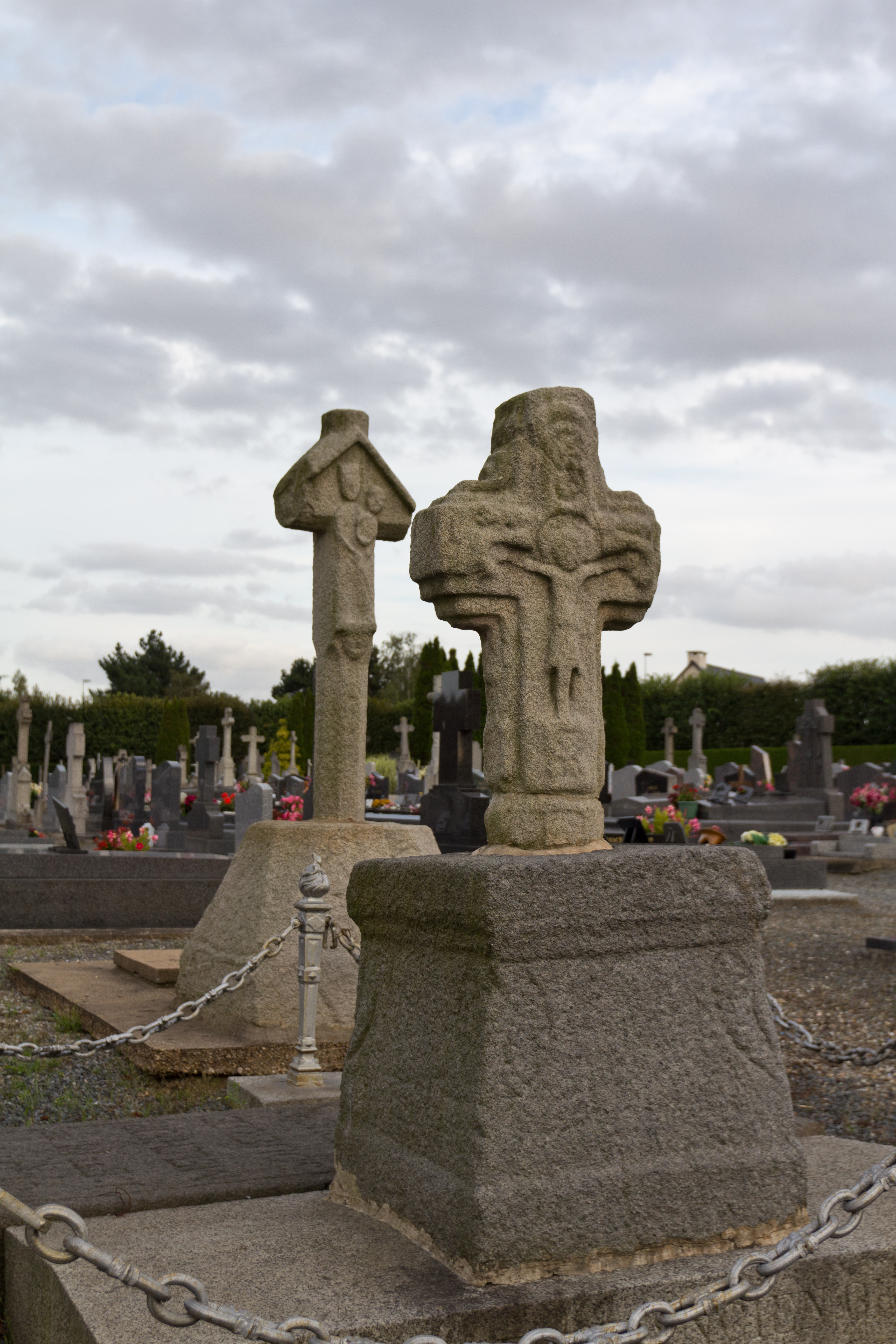
Les croix de cimetière en chasuble et en bâtière.
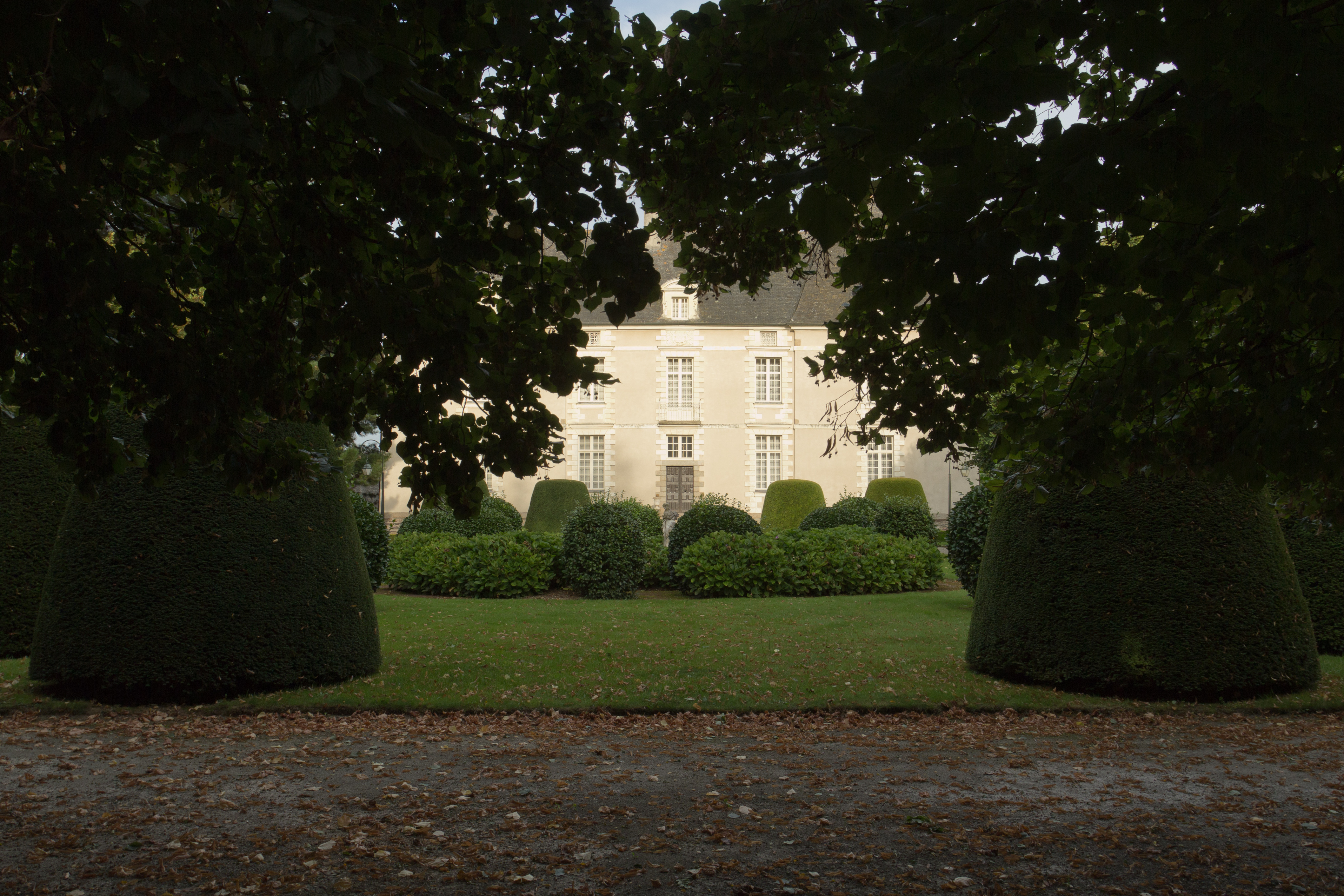
Le château de la Glestière.
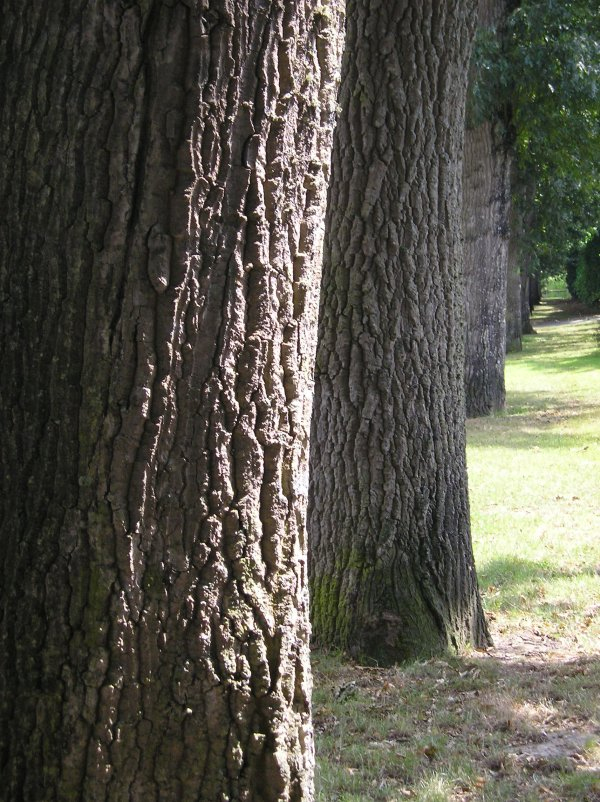
Allée de chênes.

## Activités et manifestations

### Sports
Le club de sports de la ville, le Club olympique pacéen (COP), regroupe plusieurs sports : le rink hockey, l'athlétisme, le badminton, le basket-ball, le cyclotourisme, le football, le tennis de table, le golf, la gymnastique, le handball, le tennis, le judo, le taïso, le karaté et la pétanque.

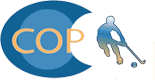
Logo du COP Rink Hockey.
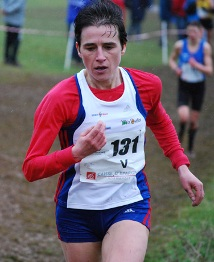
Gaelle Houitte de Pacé en Courant.
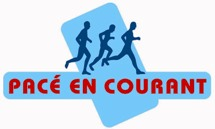
Logo de Pacé en Courant.

Chaque année, au début du mois d'avril, a lieu l'Euro Pacé de basket. Ce tournoi international accueille de nombreuses équipes de catégorie U13, soit benjamin, et se déroule sur deux jours. Cet événement est créé en mars 1985, et accueille à l'époque des équipes françaises, belges et espagnoles. Au fil des éditions, de nouvelles équipes sont apparues telles que la sélection nationale du Luxembourg, ou encore la Suisse, la Hongrie, le Portugal et la Lituanie. En 2001, on enregistre la première participation des États-Unis au tournoi. Celui-ci prend alors une envergure internationale avec notamment l'arrivée de l'Algérie en 2009 et de la Chine en 2010. En fin mars 2011, a lieu le premier tournoi féminin de l'euro, avec au compteur quatre équipes se disputant le trophée. Pour sa trentième édition, l'Euro Pacé accueille les Crazy Dunker, pour leur spectacle. L'équipe actuelle la plus titrée de ce tournoi, chez les garçons, est Vilnius (Lituanie) avec douze finales remportées dont la dernière en 2016. Chez les filles, Orly (France) et Logronoz (Espagne) sont à égalité avec deux titres chacune. Quelques grands joueurs ont disputé cet euro, tels que Thabo Sefolosha, qui a évolué sous les couleurs du canton de Vaud (Suisse) et qui évolue aujourd'hui à Atlanta en NBA, mais aussi Rodrigue Beaubois, qui a joué dans l'équipe de la Guadeloupe et qui a été champion de NBA en 2011 avec Dallas. Nicolas Batum, l'international français évoluant à Charlotte, a lui aussi participé à ce tournoi en 2001 avec la sélection de Calvados.